# Краснобрюхий тритон
Краснобрюхий тритон (лат. Taricha rivularis) — вид амфибий из рода западноамериканских тритонов (лат. Taricha) отряда хвостатых земноводных.

## Описание
Взрослые животные могут достигать 20 сантиметров в длину. Кожа зернистая, цвет спины тёмно-коричневый. Брюхо имеет томатно-красную окраску. Отличие от других тритонов этого же вида состоит в окраске брюха и отсутствии желтых пятен вокруг глаз. В брачный период кожа самцов становится более гладкой и у них появляется широкий хвост.

## Ареал
Эндемик северо-запада Калифорнии (крайний запад США). Данный вид обитает в штате Калифорния — от окрестностей города Бодега (округ Сонома) на юге до окрестностей города Хонидью (округ Гумбольт) на севере. Животные встречаются в прибрежных, преимущественно секвойных лесах.

## Токсичность
Подобно другим представителя рода кожа краснобрюхих тритонов содержит значительную дозу тетродотоксина, что делает его несъедобным для хищников.